# تأمين الإعاقة من الضمان الاجتماعي
تأمين الإعاقة من الضمان الاجتماعي (تُعرف اختصارًا بـ SSD أو SSDI) هو برنامج تأمين اتحادي ممول من خلال ضريبة الرواتب، ويُدار من قبل إدارة الضمان الاجتماعي في الولايات المتحدة. يهدف هذا البرنامج إلى تقديم إعانات شهرية للأشخاص الذين يعانون من إعاقة جسدية أو عقلية مثبتة طبيًا، وتقيّد قدرتهم على التوظيف. لا يوفر تأمين الإعاقة من الضمان الاجتماعي إعانات جزئية أو مؤقتة، بل يمنح فقط إعانات كاملة، وفقط في الحالات التي يُتوقع فيها أن تستمر الإعاقة "لمدة لا تقل عن عام واحد أو تؤدي إلى الوفاة". بالمقارنة مع برامج الإعاقة في الدول الأخرى الأعضاء في منظمة التعاون والتنمية الاقتصادية (OECD)، يتميز برنامج تأمين الإعاقة من الضمان الاجتماعي في الولايات المتحدة بمعاييره الصارمة فيما يخص الأهلية.
يختلف تأمين الإعاقة من الضمان الاجتماعي عن دخل الضمان الإضافي (SSI). فبينما تعتمد إعانات تأمين الإعاقة من الضمان الاجتماعي (وكذلك معاشات التقاعد من الضمان الاجتماعي) على أرصدة المساهمات المكتسبة من خلال العمل السابق، ويُعامل كمزايا تأمينية دون النظر إلى الدخل أو الأصول، فإن SSI هو برنامج قائم على اختبار الدخل في الولايات المتحدة، مخصص للأطفال والبالغين ذوي الإعاقة، وكذلك كبار السن، ممن يقل دخلهم ومواردهم عن الحدود التي تضعها الجهات الإدارية. يمكن لأي شخص مصاب بإعاقة حقيقية (تُثبت قانونيًا وطبيًا) أن يتلقى SSI بغض النظر عن مستوى دخله. (يُقاس "الاختلال" في تأمين الإعاقة من الضمان الاجتماعي بمعيار مختلف عن ذلك المستخدم في قانون الأمريكيين ذوي الإعاقة لعام 1990.)
تشمل الأسماء غير الرسمية لـ تأمين الإعاقة من الضمان الاجتماعي: إعانات تأمين الإعاقة (DIB) وإعانات الإعاقة بموجب الباب الثاني، وهي تسميات مشتقة من عنوان الفصل الذي يحكم هذه الأحكام ضمن قانون الضمان الاجتماعي. لم يتضمن قانون الضمان الاجتماعي الأصلي لعام 1935 تأمينًا ضد الإعاقة. وبعد عقدين من النقاشات السياسية، تم تقديم إعانات الإعاقة من خلال تعديلات قانون الضمان الاجتماعي لعام 1956، التي وقعها الرئيس دوايت أيزنهاور في 1 أغسطس 1956. وقد أتاحت هذه التعديلات صرف مدفوعات شهرية للعمال المصابين بإعاقات دائمة وكاملة بدءًا من يوليو 1957.

## المستفيدون

### الأعداد والاتجاهات
في نهاية عام 2020، كان هناك 9.7 ملايين أمريكي يتلقون إعانات من برنامج تأمين الإعاقة من الضمان الاجتماعي. شمل ذلك 8.2 ملايين عامل معاق، و1.4 مليون طفل من أطفال العمال المعاقين، و0.1 مليون من أزواج العمال المعاقين. يُشار أحيانًا إلى الأطفال والأزواج باسم «المستفيدين الفرعيين» لأنهم يتلقون الإعانات بناءً على علاقتهم بعامل معاق، وليس لأنهم بالضرورة معاقون.
شهد عدد المستفيدين نموًا سريعًا بين عامي 1990 و2010 قبل أن يستقر ثم يبدأ بالانخفاض في السنوات الأخيرة. ظهرت مدرستان فكريتان لتفسير هذا النمو السريع في البرنامج خلال تسعينيات القرن العشرين وأوائل العقد الأول من القرن الحادي والعشرين. وفقًا لديفيد أوتور ومارك دوغان، فإن التغيرات في السياسات وأنماط الدخل كانت مسؤولة عن هذا النمو. من ناحية السياسات، يرى أوتور ودوغان أن قانون إصلاح إعانات الإعاقة من الضمان الاجتماعي لعام 1984 خفف من إجراءات التحقق من الإعاقة، مما أدى إلى منح مزيد من إعانات تأمين الإعاقة من الضمان الاجتماعي وتحوّل تركيبتها نحو المطالبين الذين يعانون من اضطرابات ذات معدلات وفيات منخفضة مثل اضطراب نفسي وألم الظهر. ومن ناحية أنماط الدخل، أشار الباحثان إلى أن إعانات تأمين الإعاقة من الضمان الاجتماعي أصبحت أكثر قيمة مقارنة بما كان يمكن أن يكسبه المستفيدون من العمل، مما شجّع المزيد من الأفراد على التقدم للحصول عليها.
أما المدرسة الفكرية الثانية فقد ركزت على العوامل الديمغرافية مثل نمو السكان، وتقدم جيل الطفرة السكانية في السن ليصل إلى سنوات عرضة للإعاقة، وزيادة مشاركة النساء في القوى العاملة، ورفع سن التقاعد الكامل في الضمان الاجتماعي من 65 إلى 66 عامًا.
بلغ عدد العمال المعاقين ذروته في عام 2014 عند 9.0 ملايين شخص، وانخفض في كل عام منذ ذلك الحين ليصل إلى 8.2 ملايين في عام 2020.
أثارت وتيرة نمو البرنامج السريعة خلال تسعينيات القرن الماضي وأوائل الألفية الثانية مخاوف بشأن ملاءة صندوق ائتمان تأمين الإعاقة. وردًا على ذلك، أعاد الكونغرس تخصيص جزء من ضرائب الرواتب من صندوق ائتمان تأمين الشيخوخة والورثة (OASI) إلى صندوق تأمين الإعاقة (DI). توقّع تقرير عام 2020 نضوب الصندوق في عام 2065، وتبعه تحليل في عام 2021 يتوقع النضوب في عام 2057. ومع ذلك، فإن تحليل عام 2024 يتوقع أن يكون صندوق DI قادرًا على دفع الإعانات بالكامل حتى نهاية فترة التوقعات التي تمتد 75 عامًا (حتى عام 2098).
بالإضافة إلى العمال المعاقين، يدفع برنامج الضمان الاجتماعي أيضًا إعانات للأرامل/الأرامل المعاقين والأبناء البالغين المعاقين. غالبًا ما يُحلل هؤلاء المستفيدون مع العمال المعاقين لأن نفس تعريف الإعاقة يُستخدم في عملية التأهل. ومع ذلك، تُصرف إعانات الأرامل/الأرامل المعاقين من صندوق تأمين الشيخوخة والورثة (OASI)، وقد تُصرف إعانات الأبناء البالغين المعاقين من صندوق OASI أو صندوق DI اعتمادًا على ما إذا كان أحد الوالدين متوفى أو متقاعدًا، أو ما إذا كان أحد الوالدين معاقًا. في عام 2019، كان هناك 1.14 مليون من الأبناء البالغين المعاقين و0.25 مليون من الأرامل/الأرامل المعاقين يتلقون إعانات.
يُعاني مستفيدو إعانات الإعاقة من الضمان الاجتماعي من معدلات فقر مرتفعة مقارنةً بمستفيدي الضمان الاجتماعي الآخرين. فحوالي 24٪ من العمال المعاقين يعيشون في أسر يقل دخلها عن مستوى الفقر الرسمي في الولايات المتحدة، مقارنةً بـ7.1٪ فقط من العمال المتقاعدين (أكبر فئة من مستفيدي الضمان الاجتماعي). كما أن حوالي 31٪ من الأرامل أو الأرامل المعاقين و36٪ من الأبناء البالغين المعاقين يعيشون في فقر. ويبلغ مجموع العمال المعاقين والأرامل المعاقين والأبناء البالغين المعاقين الذين يعيشون في فقر حوالي 2.4 مليون شخص. بالإضافة إلى ذلك، يُعاني حوالي 38٪ من مستفيدي الضمان الاجتماعي من ذوي الإعاقة من صعوبات مادية، تُعرّف بأنها انعدام أو انخفاض شديد في الأمن الغذائي أو عدم القدرة على دفع فواتير الخدمات أو تكاليف السكن.
حوالي 72٪ من العمال المعاقين المستفيدين من الضمان الاجتماعي تتراوح أعمارهم بين 50 و66 عامًا، وحوالي 28٪ منهم تقل أعمارهم عن 50 عامًا (عند بلوغ "سن التقاعد الكامل" المعتمد حاليًا وهو 66 عامًا، تُعيد إدارة الضمان الاجتماعي تصنيف العمال المعاقين كمُتقاعدين). كما أن 24٪ من العمال المعاقين من الأمريكيين من أصل أفريقي.
وكما هو متوقع من برنامج مخصص للأشخاص ذوي الإعاقات الشديدة، فإن مستفيدي الضمان الاجتماعي من ذوي الإعاقة يعانون من معدلات مرتفعة جدًا من المشاكل الصحية، ومعدلات عالية من الدخول إلى المستشفيات والزيارات الطبية مقارنةً بعامة السكان في سن العمل.
كانت قدرة مستفيدي إعانات الإعاقة من الضمان الاجتماعي على العمل موضوعًا للعديد من الدراسات والنقاشات السياسية. حيث يرى بعض الباحثين أنه على الرغم من إعاقاتهم، يمكن للعديد من المستفيدين العودة إلى العمل، بينما يرى آخرون أن قدرة هؤلاء على العمل محدودة جدًا بسبب انتشار المشكلات الصحية الشديدة والمتنوعة بينهم.

### المبالغ الشهرية للمزايا
في عام 2019، بلغ متوسط مبلغ الإعانة الشهرية المدفوعة للعمال المعاقين حوالي 1,260 دولارًا أمريكيًا. وتلقى حوالي 36٪ من العمال المعاقين إعانة شهرية تقل عن 1,000 دولار.
يعتمد مبلغ الإعانة الشهرية التي يتلقاها العامل المعاق على دخله من الوظائف التي كانت مشمولة بتغطية الضمان الاجتماعي قبل إصابته بالإعاقة. ولكل عامل معاق يتم احتساب "المبلغ التأميني الأساسي" (PIA)، والذي يعتمد على أرباح العامل السابقة، ونمو الأجور في الاقتصاد قبل بدء إعاقته، وصيغة حسابية تعطي وزناً نسبياً أكبر لأصحاب الدخل المنخفض. يتلقى العامل المعاق إعانة تعادل 100٪ من قيمة الـPIA. ويمكن للزوج أو الطفل المؤهل الحصول على 50٪ من قيمة الـPIA كمبلغ إعانة، إلا أن إجمالي المدفوعات للأسرة يخضع لحد أقصى.
تتميز الإعانات الشهرية في برنامج الضمان الاجتماعي بثلاث سمات رئيسية: فهي تُعوّض نسبة أكبر من الأرباح السابقة لأصحاب الدخل المنخفض، وتُعدّل بمرور الوقت بما يتماشى مع التضخم في الأسعار بعد بدء استلام المستفيد للإعانة. كما يتم احتساب الإعانات الأولية باستخدام "فهرسة الأجور"، ما يسمح بعكس نمو الأجور في الاقتصاد خلال فترة عمل الشخص.
وتعتمد مبالغ الإعانة الشهرية للأبناء البالغين المعاقين على أرباح الوالد المتقاعد أو المعاق أو المتوفى، في حين تعتمد مبالغ إعانة الأرامل أو الأرامل المعاقين على أرباح الزوج المتوفى.

## الطلب والتحديد الأولي والاستئناف

### الطلب
يجب تقديم طلب إلى إدارة الضمان الاجتماعي (إدارة الضمان الاجتماعي) قبل أن يتمكن الفرد من تلقي إعانات الضمان الاجتماعي للإعاقة (تأمين الإعاقة من الضمان الاجتماعي). يمكن للأفراد التقدم بطلب للحصول على تأمين الإعاقة من الضمان الاجتماعي من خلال:
- الاتصال بالرقم المجاني الوطني لإدارة الضمان الاجتماعي (1-800-772-1213)
- الاتصال بمكتب الضمان الاجتماعي المحلي[26]
- تقديم طلب عبر الإنترنت[27]

ستحدد إدارة الضمان الاجتماعي ما إذا كان المتقدم "مؤمّنًا" للحصول على مزايا الضمان الاجتماعي للإعاقة. بشكل عام، يعتمد ذلك على ما إذا كان المتقدم قد عمل "لفترة كافية - وبشكل حديث بما فيه الكفاية - ودفعت ضرائب الضمان الاجتماعي" على أرباحه. فيما يتعلق بمزايا الأرامل أو الأرامل المعاقين أو الأطفال البالغين المعاقين في الضمان الاجتماعي، لا يحتاج المتقدم إلى أن يكون مؤمّنًا بناءً على تاريخ عمله الخاص. بدلاً من ذلك، في تلك الحالات، يجب أن يكون الزوج المتوفى أو الوالد للطفل البالغ المعاق قد عمل في وظائف مشمولة بالضمان الاجتماعي وحقق حالة التأمين المطلوبة.
ستحدد إدارة الضمان الاجتماعي أيضًا ما إذا كان الفرد يقوم بنشاط ربح كبير وملموس، مما يعني كسب مبالغ تتجاوز مستويات معينة. إذا كان الفرد يقوم بنشاط ربح كبير وملموس، يتم رفض طلب الإعاقة.
إذا تبين أن المتقدم مؤمن عليه للحصول على مزايا الضمان الاجتماعي ولا يمارس نشاط ربح كبير وملموس، سترسل إدارة الضمان الاجتماعي الطلب إلى خدمة تحديد الإعاقة (DDS) في ولاية المتقدم. ستقوم DDS التابعة للدولة، التي تعمل بموجب عقد مع إدارة الضمان الاجتماعي، بتحديد ما إذا كان الفرد معاقًا أم لا. يجب على DDS التابعة للدولة اتباع القواعد الفيدرالية فيما يتعلق بتعريف الإعاقة بموجب قانون الضمان الاجتماعي عند اتخاذ هذا التحديد.

### التحديد الأولي
القرار المتعلق بالإعاقة يعتمد على تقييم متسلسل للأدلة الطبية وغيرها. التسلسل للبالغين هو:
1. هل المتقدم يمارس نشاطًا مربحًا ذا فائدة كبيرة؟ إذا كانت الإجابة نعم، يتم الرفض. إذا كانت الإجابة لا، يتم الانتقال إلى التسلسل التالي.
2. هل الإعاقة التي يعاني منها المتقدم شديدة؟ إذا كانت الإجابة لا، يتم الرفض. إذا كانت الإجابة نعم، يتم الانتقال إلى التسلسل التالي.
3. هل الإعاقة تتوافق مع أو تعادل شدة الإعاقات في قائمة الإعاقات؟ إذا كانت الإجابة نعم، يتم قبول الطلب. إذا كانت الإجابة لا، يتم الانتقال إلى التسلسل التالي.
4. هل يستطيع المتقدم أداء عمله السابق؟ إذا كانت الإجابة نعم، يتم الرفض. إذا كانت الإجابة لا، يتم الانتقال إلى التسلسل التالي.
5. هل يستطيع المتقدم أداء أي عمل في الاقتصاد؟ إذا كانت الإجابة نعم، يتم الرفض. إذا كانت الإجابة لا، يتم قبول الطلب.
يُطلب دليل طبي يثبت عدم قدرة المتقدم على العمل. قد تطلب خدمة تحديد الإعاقة (DDS) من المتقدم زيارة طبيب طرف ثالث للحصول على وثائق طبية، وذلك غالبًا لتكملة الأدلة التي لم تقدمها المصادر المعالجة. قد يلتقي المتقدم مع قائمة طبية للضمان الاجتماعي (الخطوة 3 من التقييم المتسلسل) ويتم منحه المزايا. إذا كانت حالته لا تلبي متطلبات القائمة، يتم النظر في قدرته الوظيفية المتبقية (RFC)، جنبًا إلى جنب مع عمره، وعمله السابق ذي الصلة، وتعليمه، لتحديد قدرته على أداء عمله السابق أو أي عمل آخر متاح عمومًا في الاقتصاد الوطني. RFC هو تقييم لقدرة الفرد على العمل بناءً على إعاقته.
تحديد الـ RFC—الذي يتم في الخطوة 4 من عملية التقييم المتسلسل—غالبًا ما يشكل الجزء الأكبر من عملية التقديم للاستفادة من تأمين الإعاقة من الضمان الاجتماعي وعملية الاستئناف. يتم تقييم الـ RFC وفقًا للعنوان 20 من قانون اللوائح الفيدرالية، الجزء 404، القسم 1545 وغالبًا ما يعتمد على آراء الأطباء المعالجين والأطباء الذين يجرون الفحص، إذا كانوا متاحين.
يتم تصنيف الـ RFC وفقًا للمستويات الخمسة للعمل البدني المعرّفة في قاموس العناوين المهنية، وهي: خفيف، متوسط، ثقيل، وشديد جدًا. على سبيل المثال، قد يشير الـ RFC الخاص بالفرد إلى أنه يمكنه أداء عمل متوسط على الأكثر، بالنظر إلى إعاقته. إذا كانت الـ RFC للفرد تساوي أو تتجاوز متطلبات العمل السابق للفرد، يتم رفض الطلب على أساس أن الفرد يمكنه العودة إلى العمل السابق. إذا كانت الـ RFC للفرد أقل من متطلبات العمل السابق، يتم تطبيق الـ RFC ضد شبكة مهنية تأخذ بعين الاعتبار عمر الفرد وتعليمه وقدرته على نقل المهارات التي تعلمها واستخدمها سابقًا. ثم توجه الشبكة المهنية إلى ما إذا كان يجب قبول أو رفض المزايا.

### الاستئنافات
في السنة المالية 2020، رفضت خدمات تحديد الإعاقة (DDS) في الولايات 61% من الطلبات الأولية. تقدم إدارة الضمان الاجتماعي ثلاثة مستويات من الاستئناف الإداري إذا تم رفض طلب المتقدم في البداية من قبل DDS في الولاية. في المستوى الأول، يمكن للمتقدم طلب إعادة النظر في القرار الأولي. في إعادة النظر، سيقوم فاحص DDS آخر بمراجعة القضية. إذا تم رفض الطلب في هذه المرحلة، يمكن للمتقدم طلب جلسة استماع أمام القاضي الإداري (ALJ). القضاة الإداريون ليسوا موظفين في الولاية بل هم موظفون في الحكومة الفيدرالية لإدارة الضمان الاجتماعي. إذا تم رفض الطلب في هذه المرحلة، يمكن للمتقدم طلب مراجعة القضية من قبل مجلس الاستئناف في إدارة الضمان الاجتماعي. الاستئنافات الإدارية غير تنافسية ويمكن للمتقدم تقديم أدلة جديدة.
بعد أن ينتهي المتقدم من عملية الاستئناف الإداري، يمكنه استئناف القضية أمام المحاكم الفيدرالية. قد تتعلق نتائج المحكمة بالقضية الفردية، ولكن قد تؤدي أيضًا إلى تغييرات مطلوبة في سياسات وإجراءات إدارة الضمان الاجتماعي إذا خلصت المحكمة إلى أن هذه السياسات والإجراءات لا تتوافق مع القانون الفيدرالي أو دستور الولايات المتحدة.

## التمثيل القانوني
يمكن للمتقدمين توظيف محامي أو ممثل غير محامٍ لمساعدتهم في التقديم أو الاستئناف. هناك نوعان رئيسيان من المنظمات: الشركات التي تضم متخصصين مدربين ذوي خبرة في التعامل مع طلبات الاستفادة من تأمين الإعاقة من الضمان الاجتماعي والاستئنافات في بعض أو أي مجتمع محلي في جميع أنحاء البلاد، وشركات المحاماة التي تتخصص في القضايا المتعلقة بالإعاقة.
يشير تقرير صادر عن مكتب المفتش العام لإدارة الضمان الاجتماعي في أغسطس 2010 إلى أن العديد من الأشخاص الذين يقدمون طلبًا أوليًا للإعانة بسبب الإعاقة من تأمين الإعاقة من الضمان الاجتماعي قد يستفيدون من استخدام ممثل من طرف ثالث للإعاقة عندما يتقدمون لأول مرة للحصول على المزايا. وأشار التقرير إلى أن وجود ممثل للإعاقة في وقت مبكر من العملية يحسن بشكل كبير من فرص الأشخاص الذين يعانون من أربعة أنواع رئيسية من الإعاقات في الحصول على الموافقة للحصول على تأمين الإعاقة من الضمان الاجتماعي.
الرسوم التي يمكن أن يتقاضاها الممثل مقابل تمثيل تأمين الإعاقة من الضمان الاجتماعي يتم تحديدها بموجب القانون ويتم تحديدها بنسبة 25% من المزايا التقاعدية المستحقة التي يتم منحها. بينما قد يتقاضى بعض الممثلين رسومًا لتغطية التكاليف المتعلقة بالطلب، مثل نفقات نسخ السجلات الطبية وجمعها، فإن الغالبية العظمى من المحامين والممثلين في القضايا المتعلقة بالإعاقة لا يتقاضون رسومًا إلا إذا ربحوا القضية. قبل عام 1991، كانت لوائح إدارة الضمان الاجتماعي تتطلب من المحامين والممثلين تقديم "طلب رسوم" يتضمن الوقت المستغرق في القضية. وكان للمتقدمين فرصة للموافقة أو الاعتراض على الرسوم المطلوبة، وغالبًا ما كان متخذو القرارات في الضمان الاجتماعي يوافقون على مبلغ أقل من الرسوم الكاملة المطلوبة من المحامي أو الممثل.
في عام 1991، طبقت إدارة الضمان الاجتماعي عملية "اتفاقية الرسوم". إذا كانت العقد بين المحامي أو الممثل يقتصر على الرسوم التي لا تتجاوز 4000 دولار، لم يكن من الضروري إجراء مراجعة وتأكيد تفصيلية للوقت الذي تم قضاؤه في القضية عبر عملية "طلب الرسوم". تم زيادة الحد الأقصى لهذه الرسوم في إطار عملية "اتفاقية الرسوم" إلى 6000 دولار اعتبارًا من 22 يونيو 2009. بسبب عبء العمل الإداري المخفض الذي توفره عملية "اتفاقية الرسوم"، ووقت التأخير في الموافقة على وتوزيع الرسوم بموجب عملية "طلب الرسوم"، فإن الغالبية العظمى من محامي وممثلي الإعاقة يستخدمون أساسًا عملية "اتفاقية الرسوم".
إذا تمت الموافقة على طلب تأمين الإعاقة من الضمان الاجتماعي بسرعة ولم يحصل المتقدم على مكافأة رجعية، يجب على إدارة الضمان الاجتماعي مراجعة وتأكيد الرسوم التي سيتقاضاها الممثل من الفرد. لا يتقاضى ممثلو الإعاقة أي رسوم إذا فشلوا في الحصول على إعانة إعاقة للمتقدم.
قد يرفض الممثل تمثيل المتقدم إذا، بعد مراجعة الوضع، لم يعتقد أن المتقدم من المحتمل أن يستوفي المتطلبات للحصول على تأمين الإعاقة من الضمان الاجتماعي. يقوم معظم الممثلين بتقديم هذا الفحص دون تكاليف. الأسباب النموذجية التي لا يستوفي الأفراد المتطلبات هي أن الممثل يشعر أن الإعاقة ليست شديدة بما فيه الكفاية أو أن المتقدم ليس لديه سجل عمل كافٍ (ولم يدفع ما يكفي في FICA - قانون المساهمات الفيدرالية في التأمين).

## وقت الانتظار للقرارات والجلسات
يختلف الوقت الذي يستغرقه الموافقة أو الرفض على الطلب، اعتمادًا على ما إذا كان القرار أوليًا أو قرارًا بناءً على استئناف. في السنة المالية 2019، استغرق متوسط الوقت 120 يومًا لكي تصدر إدارة الضمان الاجتماعي قرارًا أوليًا بشأن طلب إعانة الإعاقة. وقد ارتفع هذا الرقم بعد جائحة COVID-19، وفي شهور السنة المالية 2021، وصل متوسط وقت الانتظار للقرار الأولي إلى 165 يومًا.
لقد أثار العدد الكبير من القضايا وفترات الانتظار الطويلة لجلسات الاستماع أمام القاضي الإداري اهتمامًا كبيرًا من الكونغرس في السنوات الأخيرة. قدم الكونغرس تمويلًا إضافيًا لهذه الأعمال، مما أدى إلى انخفاض عدد القضايا وفترات الانتظار. في السنة المالية 2020، كان متوسط وقت الانتظار لجلسة الاستماع 386 يومًا (انخفض من 605 أيام في السنة المالية 2017).
في بعض الحالات، ستسرع إدارة الضمان الاجتماعي في اتخاذ قرارات الإعاقة. تشمل هذه الحالات ما يُعرف بـ "قرار الإعاقة السريع" (QDD) وحالات "السماح الرحيم". وهذه هي الحالات التي تشير النماذج الإحصائية أو التشخيصات الطبية إلى أن الشخص يعاني من حالة طبية شديدة للغاية. يمكن في كثير من الأحيان معالجة هذه الحالات في أقل من 30 يومًا. بالإضافة إلى ذلك، يتم تسريع العديد من الحالات التي تشمل قدامى المحاربين العسكريين.
لقد ركز الاهتمام الكونغرس على فترات الانتظار إلى حد ما على عدد الأفراد الذين يموتون أو يفلسون أثناء انتظارهم لقرار الإعاقة. وقد وجدت مكتب المساءلة الحكومية (GAO) أنه من السنة المالية 2014 إلى السنة المالية 2019، تقدم حوالي 48,000 شخص بطلب للإفلاس أثناء انتظار قرار نهائي بشأن استئناف الإعاقة، ومن السنة المالية 2008 إلى السنة المالية 2019، توفي حوالي 110,000 شخص قبل تلقي قرار نهائي بشأن استئنافهم.

## احتمالية الحصول على المنافع
بالنظر إلى جميع مستويات التقاضي، يحصل حوالي 4 من كل 10 متقدمين لبرنامج إعانة الإعاقة من الضمان الاجتماعي على المنافع. ويتم تحديد أن أكثر من 50 بالمائة من المتقدمين الذين يستوفون المتطلبات الفنية للأهلية هم مؤهلين طبيًا للحصول على المنافع.
عدد الحالات والنسبة المسموح بها في كل مرحلة من مراحل التقاضي لجميع أنواع قضايا الإعاقة في السنة المالية 2020 هي كما يلي:
| المستوى                           | عدد الحالات | النسبة المسموح بها |
| --------------------------------- | ----------- | ------------------ |
| التحديدات الأولية                 | 1,967,753   | 39%                |
| إعادة النظر                       | 540,133     | 14%                |
| جلسة الاستماع أمام القاضي الإداري | 403,108     | 49%                |
| مجلس الاستئناف                    | 126,731     | 1%                 |
| المحكمة الفيدرالية                | 16,852      | 2%                 |

## المتقدمون الذين تم رفضهم
وجدت دراسة أن 12.4 مليون أمريكي، أو حوالي 6.2 بالمائة من السكان الأمريكيين الذين تتراوح أعمارهم بين 18 و66 عامًا، تم رفض طلباتهم للحصول على إعانة الإعاقة من الضمان الاجتماعي (SSA). كما وجدت الدراسة أن هؤلاء الأفراد يعانون من معدلات عالية من المشكلات الصحية ومعدلات عالية من دخول المستشفيات مقارنة بالسكان بشكل عام. أفاد حوالي 52 بالمائة من المتقدمين الذين تم رفضهم أنهم يواجهون صعوبة في الوقوف لمدة ساعة مقارنة بحوالي 5 بالمائة من السكان العامين. كما أفاد حوالي 21 بالمائة من المتقدمين الذين تم رفضهم بأنهم تم إدخالهم إلى المستشفى خلال العام، مقارنة بحوالي 6 بالمائة من السكان العامين. وكان لدى المتقدمين الذين تم رفضهم معدل فقر مرتفع (38 بالمائة) ومعدل عسر مادي مرتفع (43 بالمائة). تم قياس العسر المادي على أنه وجود نقص أو انخفاض شديد في الأمن الغذائي أو عدم القدرة على دفع تكاليف المرافق أو الإسكان.
وجدت دراسة أساسية للمتقدمين الذين تم رفضهم للحصول على إعانة الإعاقة من الضمان الاجتماعي (تأمين الإعاقة من الضمان الاجتماعي) وإعانة الدخل التكميلي (SSI) الذين طلبوا المنافع على أساس الإعاقات العقلية أن المتقدمين الذين تم رفضهم كانوا يعانون من دخل منخفض و"عديد من الحالات الصحية العقلية والطبية العامة، ومن انخفاض نوعية الحياة، ومن انخفاض القدرة الوظيفية". تتكون مجموعة الأساس هذه من الأفراد الذين هم جزء من برنامج التجربة التوظيفية المدعومة لإدارة الضمان الاجتماعي. الهدف من هذه التجربة هو اختبار ما إذا كانت التدخلات الصحية والدعم الوظيفي يمكن أن تحسن النتائج للمتقدمين الذين تم رفضهم.

## تعيين المستفيد
عادةً ما يُعتبر الشخص المؤهل للحصول على المنافع قادرًا على إدارة شؤونه المالية الخاصة، ويتم صرف المنافع مباشرة له. في حالة الأشخاص الذين لديهم إعاقة عقلية تم تشخيصها تتداخل مع قدرتهم على إدارة شؤونهم المالية، قد تطلب إدارة الضمان الاجتماعي من الشخص تعيين شخص ليكون "المستفيد الممثل". سيتلقى هذا الشخص المنافع نيابة عن الفرد المعاق، ويقوم بتوزيعها مباشرة على الدافعين مثل أصحاب المنازل أو للفرد المعاق نفسه، مع توفير مساعدة في إدارة الأموال (مثل المساعدة في شراء الأشياء، أو تحديد الإنفاق، إلخ). غالبًا لا يتقاضى المستفيد الممثل أي رسوم مقابل هذه الخدمة، خاصة إذا كان صديقًا أو قريبًا. لا يُحظر على الوكالات الاجتماعية التي يتم تعيينها كمستفيد ممثل فرض رسوم، على الرغم من أن الحد الأقصى للرسوم يتم تحديده من قبل الضمان الاجتماعي. تكون الرسوم هي نفسها لجميع المستفيدين، إلا أنه يمكن أن تكون أكبر بالنسبة لأولئك الذين يعانون من مشاكل تعاطي المخدرات الشديدة (يحدد الضمان الاجتماعي متى يمكن فرض رسوم أعلى، وليس المستفيد الممثل). بعض الولايات والمقاطعات لديها وكالات للمستفيد الممثل (تسمى أيضًا برامج المستفيد البديل) التي تتلقى المنافع نيابة عن عامل اجتماعي للفرد المعاق، وتوزع المنافع وفقًا لتعليمات العامل الاجتماعي. يمكن أن يكون المستفيد الممثل مفيدًا جدًا في حالة الأشخاص المشردين الذين يحتاجون إلى مساعدة في سداد الديون (مثل فواتير المرافق) والتوفير من أجل السكن.
حوالي 10 بالمائة من مستفيدي العمال ذوي الإعاقة لديهم مستفيد ممثل وحوالي 5 بالمائة من الأرامل (أو الأرامل) ذوي الإعاقة لديهم مستفيد ممثل. الرقم أعلى بكثير بالنسبة للأطفال ذوي الإعاقة، حيث يبلغ حوالي 73 بالمائة من هؤلاء المستفيدين من الضمان الاجتماعي لديهم مستفيد ممثل.

## التغييرات التنظيمية
قانون "قاعدة الطبيب المعالج" منح "وزنًا حاسمًا" لتحديدات الأطباء المعالجين. تم تأسيس القاعدة في عام 1991 بواسطة إدارة الضمان الاجتماعي (إدارة الضمان الاجتماعي) تحت تأثير المحاكم الفيدرالية وقانون تم تمريره من قبل الكونغرس بعد أن تعرضت إدارة الضمان الاجتماعي للتدقيق في الثمانينيات بسبب اعتمادها بشكل كبير على فاحصيها الطبيين الخاصين. قبل القاعدة التي تم تقنينها، كانت المحاكم الفيدرالية قد فرضت قاعدة مشابهة من خلال قانون عام (نظام قانوني), ولكنها كانت غير متسقة.
في 18 يناير 2017، نشرت إدارة الضمان الاجتماعي القواعد النهائية بعنوان "التعديلات على القواعد المتعلقة بتقييم الأدلة الطبية" بشأن "قاعدة الطبيب المعالج". تنطبق هذه القواعد الجديدة بشأن تقييم الآراء الطبية في حالات إعانة الإعاقة من الضمان الاجتماعي (تأمين الإعاقة من الضمان الاجتماعي) على الحالات التي تم تقديمها بعد 27 مارس 2017. على الرغم من أن هذه القواعد الجديدة توسع تعريف ما يعتبره إدارة الضمان الاجتماعي "مصدرًا طبيًا مقبولًا" لآراء الأطباء في القضايا المتعلقة بالإعاقة لتشمل الممارسين المساعدين، والممرضات الممارسات، وآخرين، إلا أنها فعليًا ألغت "قاعدة الطبيب المعالج" من خلال إزالة الشرط الذي يلزم إعطاء رأي الطبيب المعالج "وزنًا حاسمًا".
تم تنفيذ تنظيم من قبل إدارة الضمان الاجتماعي في عام 2020 لإزالة عدم القدرة على التحدث باللغة الإنجليزية كعامل تعليمي يجب أن يؤخذ في الاعتبار في تحديد إعانة الدخل التكميلي (SSI) وإعانات إعانة الإعاقة من الضمان الاجتماعي. من المتوقع أن يؤدي التنظيم إلى "انخفاض حوالي 6,500 من جوائز مستفيدي OASDI [الضمان الاجتماعي] سنويًا و4,000 جائزة مستفيد من SSI سنويًا بشكل متوسط خلال الفترة من السنة المالية 2019–28، مع انخفاض موازٍ في مدفوعات منافع OASDI بمقدار 4.6 مليار دولار ومدفوعات SSI الفيدرالية بمقدار 0.8 مليار دولار خلال نفس الفترة." جادلت إدارة الضمان الاجتماعي بأن التواصل باللغة الإنجليزية لم يعد "مؤشرًا موثوقًا على التحصيل العلمي للفرد أو تأثير التعليم المهني للفرد". ومع ذلك، شكك المدافعون عن حقوق الإعاقة في صحة هذا الجدل وقدموا تعليقات تدحض التنظيم.

## البرامج ذات الصلة
بغض النظر عن عمر الشخص، بعد تلقيه إعانات تأمين الإعاقة من الضمان الاجتماعي لمدة 24 شهرًا، يصبح مؤهلاً للحصول على ميديكير، بما في ذلك الجزء A (إعانات المستشفى)، الجزء B (إعانات طبية)، والجزء D (إعانات الأدوية). يتم قياس تاريخ الأهلية لميديكير من تاريخ الأهلية للحصول على تأمين الإعاقة من الضمان الاجتماعي (عادة 6 أشهر بعد بدء الإعاقة)، وليس من تاريخ تلقي أول دفعة تأمين الإعاقة من الضمان الاجتماعي.
قد يكون الأفراد الذين يتلقون تأمين الإعاقة من الضمان الاجتماعي مؤهلين للحصول على إعانة الدخل التكميلي إذا كان لديهم دخل وموارد محدودة. على سبيل المثال، قد يتلقى الفرد المعاق الذي عمل في وظائف مشمولة في الضمان الاجتماعي ولديه دخل وموارد محدودة إعانة إعاقة من الضمان الاجتماعي (بسبب العمل قبل الإعاقة) وجزء من إعانة SSI (بسبب الدخل والموارد المحدودة). تستخدم إدارة الضمان الاجتماعي، التي تدير كلًا من تأمين الإعاقة من الضمان الاجتماعي وSSI، نفس تعريف الإعاقة للبالغين في كل برنامج.
يستخدم قسم شؤون المحاربين القدامى (VA) تعريفًا مختلفًا للإعاقة عن برنامج الضمان الاجتماعي، لكن الأفراد قد يكونون مؤهلين للحصول على منافع بموجب كل برنامج بناءً على شدة الإعاقة. في حين أن إدارة الضمان الاجتماعي لا تستخدم تصنيفات إعاقة VA بحد ذاتها، فإنها ستفحص السجلات الطبية الخاصة بـ VA كجزء من المعلومات الطبية للمتقدم. بالإضافة إلى ذلك، فإن الأفراد الذين يتم تصنيفهم على أنهم معاقون بنسبة 100 بالمائة من قبل VA سيحصلون على مراجعة سريعة لقضاياهم من إدارة الضمان الاجتماعي إذا تقدموا بطلب للحصول على تأمين الإعاقة من الضمان الاجتماعي.
يتم إدارة برنامج تذكرة العمل بواسطة إدارة الضمان الاجتماعي ويوفر خدمات دعم العمل المجانية لمتلقي تأمين الإعاقة من الضمان الاجتماعي الذين يسعون للعودة إلى سوق العمل.
بينما لا يعد جزءًا من تأمين الإعاقة من الضمان الاجتماعي، يمتلك بعض الأفراد تغطية تأمين الإعاقة التي تم الحصول عليها من خلال صاحب العمل أو من خلال أسواق التأمين الخاصة. خمس ولايات (كاليفورنيا، نيويورك، نيو جيرسي، رود آيلاند، وهاواي) تدير برامج تقدم مزايا الإعاقة المؤقتة.

## الأثر
وفقًا لدراسة أجريت في عام 2021، والتي استخدمت التباين الذي تسببه قاعدة الأهلية المبنية على العمر كوسيلة لاستنتاج العلاقات السببية، فقد خفضت تأمين الإعاقة من الضمان الاجتماعي بشكل كبير من الضائقة المالية للأفراد المعاقين. وجدت الدراسة أن تأمين الإعاقة من الضمان الاجتماعي "تقلل من احتمالية الإفلاس بنسبة 20 بالمئة، والرهون العقارية بنسبة 33 بالمئة، وبيع المنازل بنسبة 15 بالمئة."
ومع ذلك، لا يزال هناك القليل من المعرفة بشأن الفوائد الصحية لـ تأمين الإعاقة من الضمان الاجتماعي. فقد وجدت دراسة أجريت في عام 2024، والتي استفادت من التخصيص العشوائي لقضاة القانون الإداري على القضايا، أن منح الإعانات يزيد من معدل الوفيات للأفراد الذين هم على الحدود بين قبول ورفض الإعانات. ومع ذلك، أظهرت الدراسة أيضًا أن تلقي الإعانات يقلل من الوفيات للمستفيدين الأقل صحة ولأولئك الذين يعانون من حالات صحية باهظة التكلفة مثل السرطان.

## قراءة إضافية
- مجموعة أدوات بدء طلب تأمين الإعاقة من الضمان الاجتماعي
- أداة فحص الأهلية للاستحقاقات B.E.S.T
- الضمان الاجتماعي و"الإعاقة" في برنامج OASDI: تاريخ برنامج فيدرالي يضمن الدخل للكاسبِين في حال الإعاقة

## وصلات خارجية
- برامج الإعاقة؛ إدارة الضمان الاجتماعي الأمريكية
- بيان صحفي حول عملية جديدة لتحديد أهلية الإعاقة في الضمان الاجتماعي
- الكتاب الأحمر 2011: دليل موجز لدعم التوظيف للأشخاص ذوي الإعاقة ضمن برامج تأمين الإعاقة من الضمان الاجتماعي ودخل الضمان الإضافي
- قائمة الإعاقات المعتمدة من إدارة الضمان الاجتماعي
- أبحاث ومعلومات حول تأمين الإعاقة من الضمان الاجتماعي
- دليل أبحاث حول تأمين الإعاقة من الضمان الاجتماعي (تأمين الإعاقة من الضمان الاجتماعي)